# Argissa hamatipes
Argissa hamatipes är en kräftdjursart som först beskrevs av Norman 1869.  Argissa hamatipes ingår i släktet Argissa och familjen Argissidae. Arten är reproducerande i Sverige. Inga underarter finns listade i Catalogue of Life.